# Le Grand Jour de Gérone
Le Grand Jour de Gérone (en catalan : El gran dia de Girona, en espagnol : El gran día de Gerona) est une huile sur toile monumentale (4,96 m × 10,82 m), réalisée par le peintre catalan Ramón Martí Alsina et achevée en 1863 ou 1864. Elle représente le siège de Gérone de 1809. Propriété du Musée national d'Art de Catalogne, la peinture se trouve en dépôt à la représentation de la Généralité de Catalogne dans la ville de Gérone.